# パレスチナ系ブラジル人
パレスチナ系ブラジル人(ポルトガル語: Palestino-brasileiro)とは、先祖にパレスチナ人が存在するブラジル人、もしくはパレスチナで生まれブラジルに移住した人物のことである。
リオ・グランデ・ド・スル州に向かったグループは6つの都市にくまなく分かれた。サプカイア・ド・スル、ペロータス、リオ・グランデ、チュイー、サンタ・マリーア、ヴェナンシオ・アイレス、ポルト・アレグレ（州都）がすでにパレスチナ系コミュニティのホームとなったムニシピオである。
サプカイア・ド・スルは大ポルト・アレグレ都市圏のアラブ系パレスチナ人社会の中心部局があり、難民の受け入れと統合を熱心に営む組織の一つである。
その他は国内で最も人口が多く、豊かなサンパウロ州に定着した。

## 脚註
1. ↑  Palestinians in Brazil Archived 2006年4月25日, at the Wayback Machine.
2. ↑  “アーカイブされたコピー”. 2008年1月9日時点のオリジナルよりアーカイブ。2008年5月28日閲覧。
3. ↑  Informed Comment: Escobar on Palestinian Refugees in Brazil